# 曹慶
曹庆（？—567年），南朝陈将领。
曹庆原是王琳部将，蕭莊任命他为左卫将军、吴州刺史。王琳兵败，曹庆降南陈。陈文帝让它隶属于湘州刺史华皎，官至长沙郡太守。陈废帝光大元年（567年），湘州刺史华皎联结北周、后梁谋反，曹庆参与，兵败被杀。